# Cipriano Cassamá
Cipriano Cassama né en 1959 est un homme politique de la Guinée-Bissau et membre du Parti africain pour l'indépendance de la Guinée et du Cap-Vert (PAIGC).
Il a été ministre de l'Intérieur d'août 2008 à janvier 2009. Il est président de l'Assemblée populaire nationale de 2014 à 2023.

## Biographie et carrière
Cassamá était le porte-parole du président Nino Vieira lors de la guerre civile de,.
Après que le premier ministre Francisco Fadul ait comparé Vieira à Antonio de Oliveira Salazar lors d'une visite au portugal le 19 avril 1999, cassamá a critiqué fadul pour l'utilisation d'un « langage volontairement offensant et agressif ».
À la suite de la guerre civile, au cours de laquelle vieira a été évincé, cassamá a été arrêté avec Conduto de Pina début février 2000 pour avoir prétendument incité à la guerre et soutenu l'occupation étrangère. Il a ensuite été accusé de détournement de fonds avec un certain nombre d'autres personnes ayant servi sous vieira, mais a été acquitté par le tribunal régional de Bissau début juin 2003. Il a ensuite été président du groupe parlementaire PAIGC. Bien que le PAIGC ait répudié vieira, cassamá faisait partie de ceux qui ont accueilli Vieira à Bissau à son retour d'exil le 7 avril 2005.
Le 17 mars 2008, Cassamá a présenté sa candidature au poste de président du PAIGC lors du prochain congrès du parti, affirmant qu'il pourrait renouveler et réunir le parti, il était considéré comme un dissident au sein du parti. Lors du septième congrès ordinaire du PAIGC, qui s'est tenu à Gabú, Carlos Gomes Júnior a été réélu président du PAIGC les 1er – 2 juillet 2008, Cassamá était candidat, mais n'a reçu que 61 voix, se plaçant quatrième.
Cassamá a été nommé ministre de l'intérieur le 9 août 2008 dans le gouvernement du premier ministre Carlos Correia.
Sa nomination au poste de ministre de l'intérieur était considérée comme particulièrement importante en raison de la responsabilité du ministère dans la gestion des élections législatives de novembre 2008. Lors de cette élection, le PAIGC a remporté une majorité de 67 sièges sur 100 à l'assemblée populaire nationale et Cassamá a été élu candidat du PAIGC dans la 10e circonscription, safim e Prabis.
À la suite d'une attaque présumée perpétrée par des « éléments de la garde présidentielle » contre le chef d'état-major des forces armées, le général Batista Tagme Na Wai, le 4 janvier 2009, tagme na wai a accusé Cassamá d'avoir ordonné l'attaque. Un porte-parole de la garde présidentielle a déclaré qu'un fusil avait accidentellement explosé et qu'aucune tentative d'assassinat n'avait eu lieu. Cassamá n'a pas été inclus dans le gouvernement PAIGC nommé le 7 janvier 2009; Lúcio Soares a été nommé pour le remplacer au poste de ministre de l'Intérieur.
Il préside actuellement l'assemblée parlementaire de la CPLP, depuis juillet 2021.